# Franz Grüter (Politiker, 1963)

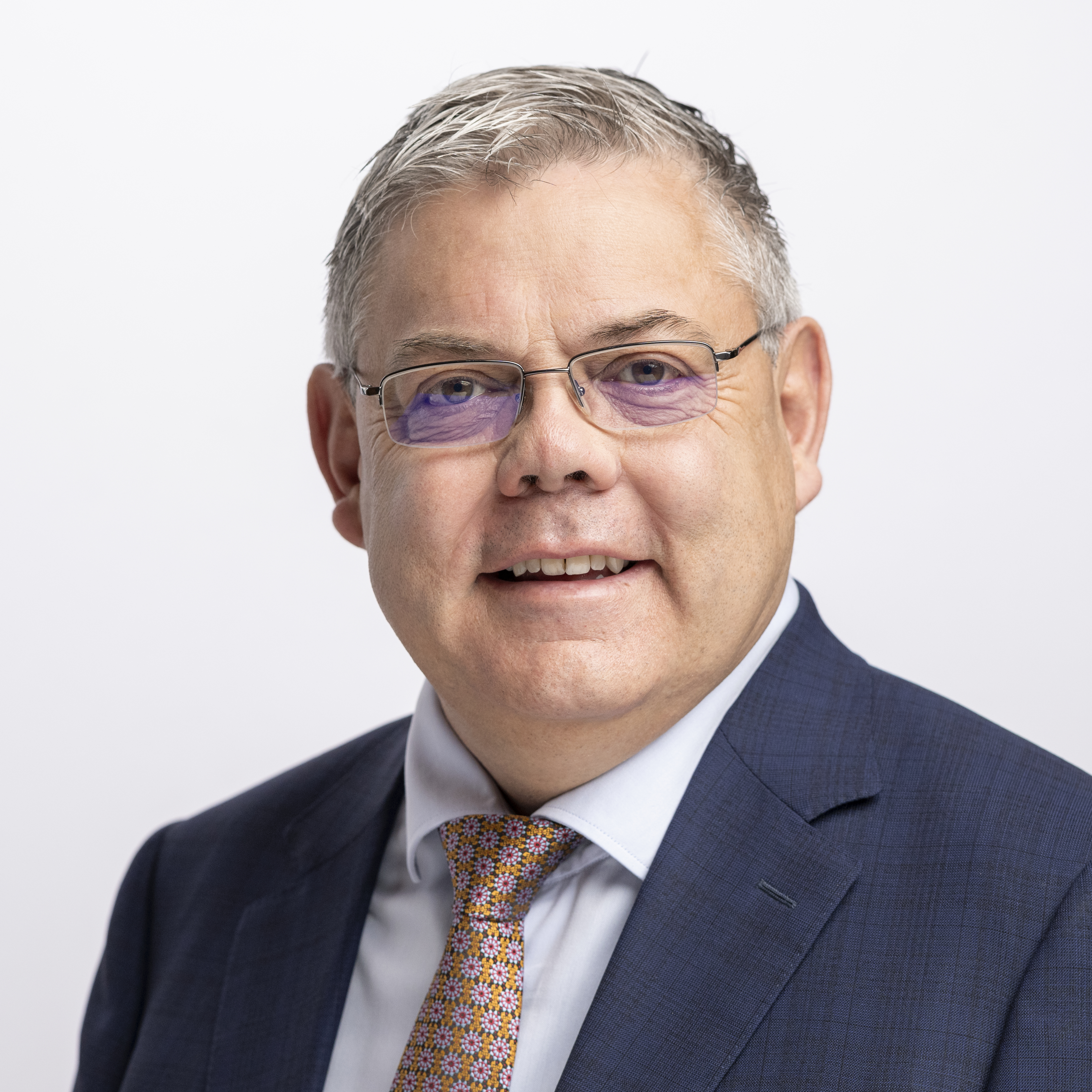
Franz Grüter (2023)

Franz Josef Grüter (* 29. Juli 1963 in Luzern; heimatberechtigt in Ruswil) ist ein Schweizer Unternehmer und Politiker (SVP).

## Leben
Aufgewachsen ist Franz Grüter in Ruswil im Kanton Luzern. Er besuchte die Kantonsschule in Willisau und absolvierte danach die Berufslehre als LKW-Mechaniker in Ruswil. Später studierte er Elektrotechnik an einer Höheren Fachschule und liess sich zum Marketingplaner ausbilden. 1990 begann seine berufliche Karriere als Geschäftsleitungsmitglied der BiCA AG, einem Unternehmen der Elektronikbranche für Technologien im Bereich Tankstellen und Kassessystemen. Danach wurde er selber unternehmerisch tätig und gründete Internetfirmen. 2003 war er für ein Schweizer Handelsunternehmen in der Volksrepublik China tätig. Zurückgekehrt in die Schweiz, übernahm er 2005 die Unternehmen TIC The Internet Company AG und KPNQwest. 2008 fusionierte er TIC The Internet Company AG mit green.ch. 2008 bis Ende 2015 war er gleichzeitig als CEO und Verwaltungsratspräsident der green.ch-Gruppe tätig. 2016 gab er die Geschäftsführung weiter, um Zeit für sein neues Nationalratsmandat zu haben. Im März 2017 übernahm er das Vizepräsidium des Branchendachverbandes ICTswitzerland und wurde nach dessen Fusion mit Digitalswitzerland Ende 2020 Mitglied von deren Vorstand und deren Cybersecurity Committee. Im Juni 2017 wurde er in den Vorstandsausschuss des Schweizerischen Arbeitgeberverbandes gewählt. Von April 2018 bis April 2023 war Grüter Mitglied im Verwaltungsrat der Luzerner Kantonalbank.
Grüter ist verheiratet, hat drei Kinder und wohnt in Eich LU.

## Politik
Grüter war von Mai 2012 bis Juni 2017 Präsident der SVP Luzern und sass für diese von März 2015 bis November 2015 im Kantonsrat von Luzern. Bei den Schweizer Parlamentswahlen im Oktober 2015 wurde er in den Nationalrat gewählt. Nach den Nationalratswahlen 2019 wurde er zum Vizepräsidenten der Bundeshausfraktion der SVP gewählt und übernahm 2020 das für ihn geschaffene Amt eines Stabschefs des Parteipräsidenten. Er ist Mitglied der Aussenpolitischen Kommission des Nationalrats (Präsidium 2023) und Immunitätskommission des Nationalrats (Präsidium 2023).
Grüter war einer der wenigen Schweizer Politiker, die Position für den amerikanischen Präsidenten Donald Trump ergriffen vor und nach dessen ersten Wahl im Jahr 2016. Er habe Respekt für Trumps Werdegang und unterstütze viele seiner Ideen. Aufgrund einer Erkrankung in seinem Familienkreis setzt sich Grüter für eine gesetzliche Neuregelung von Organspenden ein.